# Malin Lindgren (volleybollspelare)
Malin Lindgren, född 1 januari 1987, är en svensk volleybollspelare (libero). Hon spelade 14 landskamper för Sveriges landslag och blev svensk mästare med Örebro Volley 2007/2008.